# Ravelin

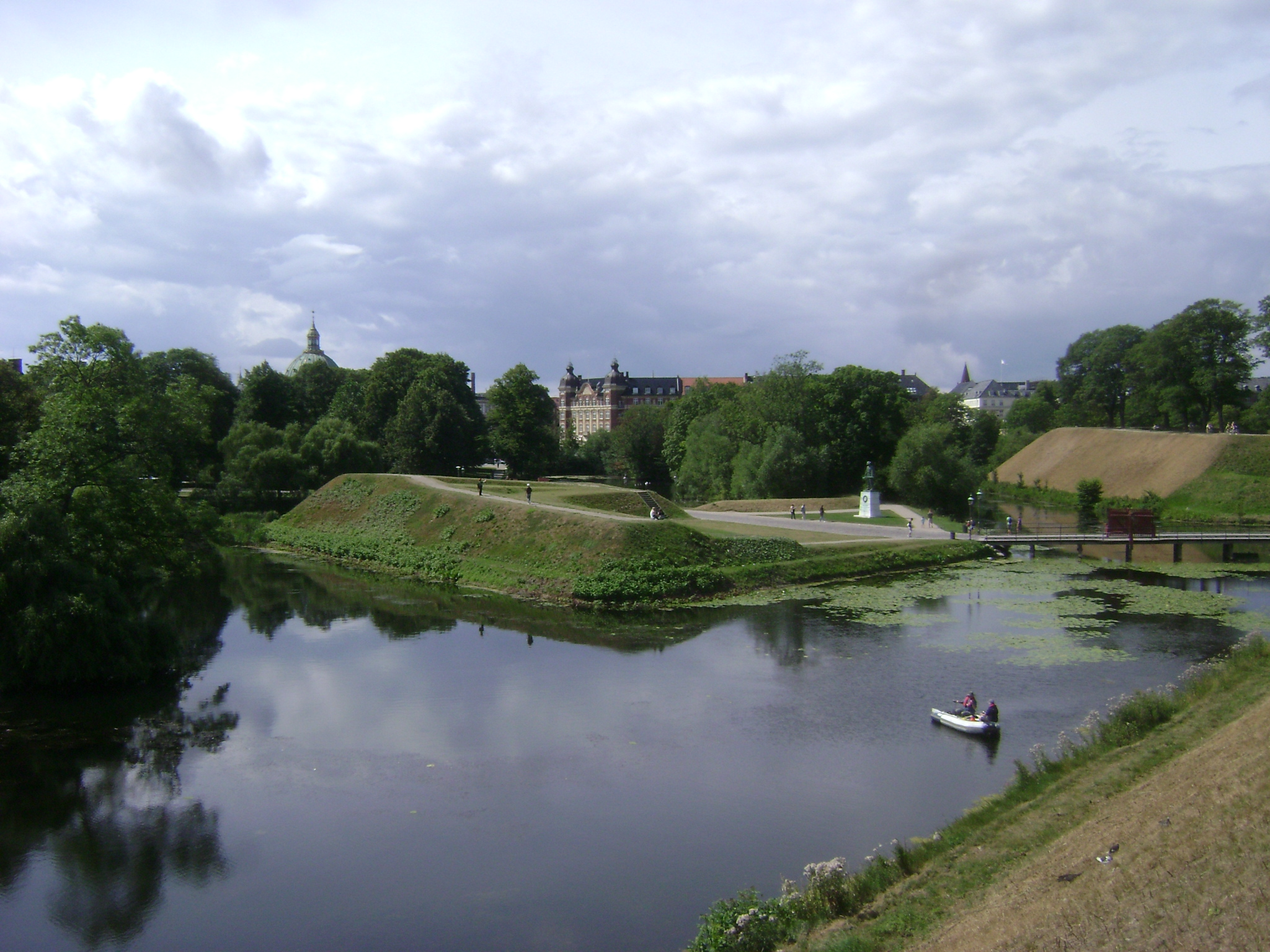
Själlands ravelin (22 på kartan nedan) vid Köpenhamns kastell, Danmark, skyddar Kongeporten (18) till höger (utanför bild).

Ravelin (från franskan, ursprungligen från det äldre italienskans revellino , rivellino, en diminutivform av strandbank), är ett framför den raka fästningsvallen (kurtinen) liggande lägre utanverk i en bastionsfästning, med två faser bildande utåtgående vinkel, och har ibland också flanker. På franska används även beteckningen demi-lune (halvmåne) för ravelin, men i andra språk, till exempel tyska, betecknar demi-lune i stället ett utanverk i en vallgrav som med halvmånformig bakkant skyddar fästningens bastion.
Ravelinen kan dels användas som fritt liggande bastion framför porten, och därigenom dels ge porten extra skydd, dels anläggas enbart som förstärkning av kurtinen utan att samtidigt vara portvärn.
Ravelinens vinkelform splittrar en anfallande styrka, och hindrar direkt beskjutning av kurtinmuren. Konstruktionen används både i torrgrav, och som öar i en vattenfylld vallgrav.
Ravelinen, som har lägre höjd än huvudvallen och en öppen, låg bakre del, gör det möjligt att från huvudvallen skjuta över ravelinen mot en anfallande styrka framför, och omöjliggör att en anfallande styrka kan ta skydd i en erövrad ravelin.
En reträttravelin (fr. demi-lunes reduit), är en mindre och högre liggande ravelin inuti en större, som är skild från denna genom en grav för att försvåra erövring av ravelinen, och vara tillflyktsort för ravelinens försvarare.

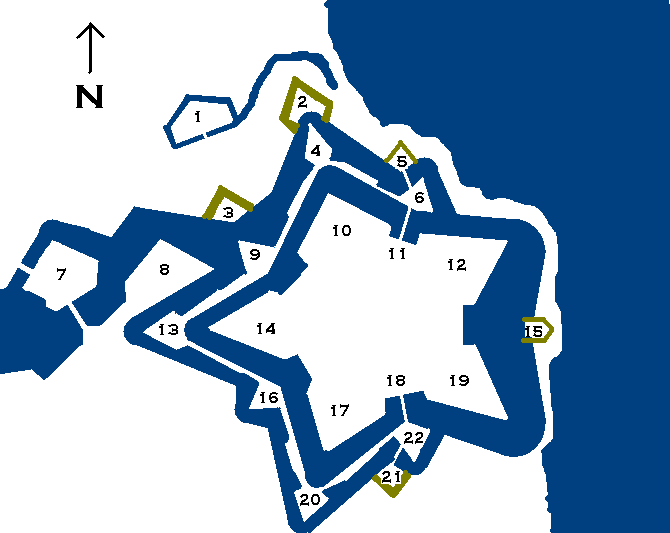
Karta över Köpenhamns kastell, där 6, 7, 9, 16 och 22 är raveliner.

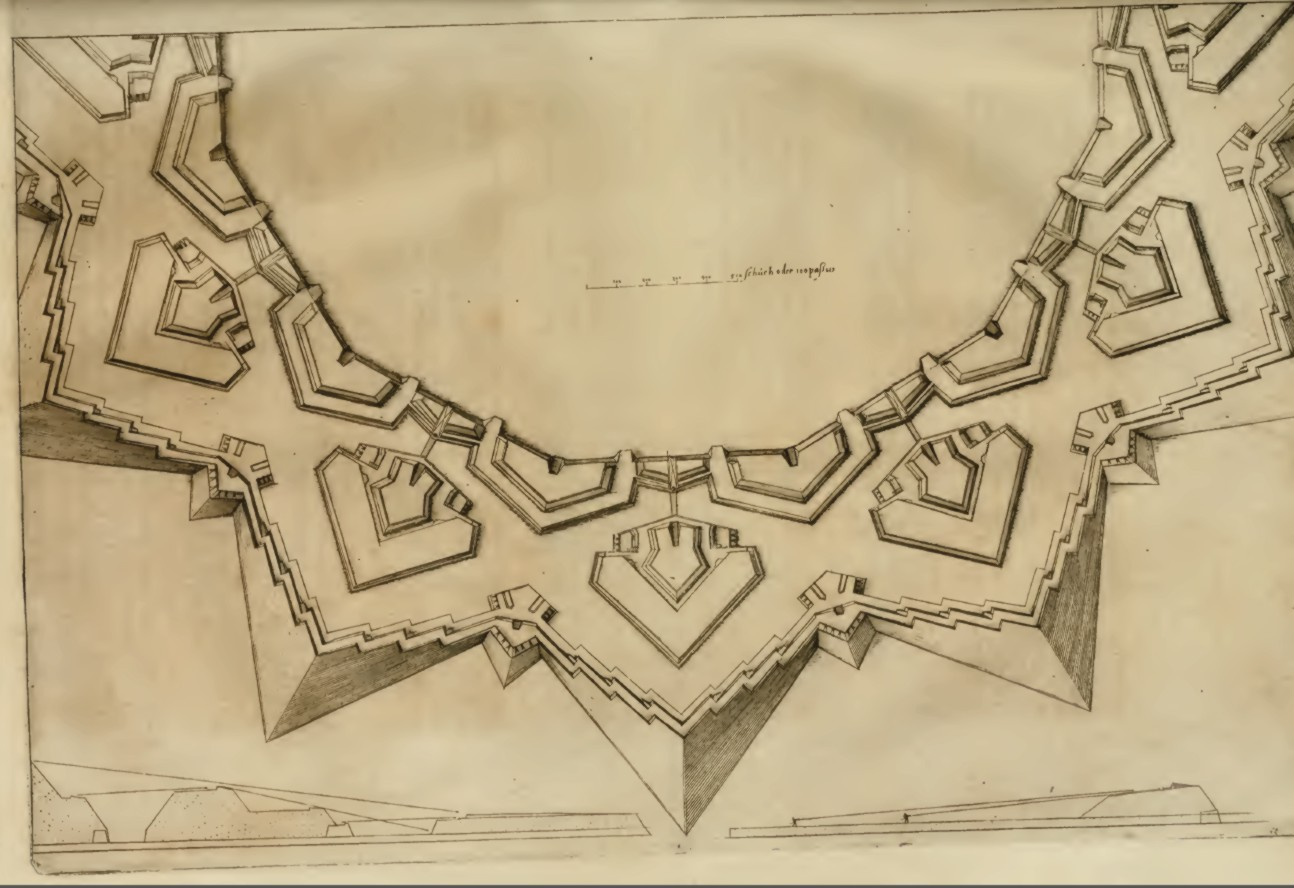
Ravelinkonstruktion (med höjdförhållanden i nederkant), på ritning från år 1589.
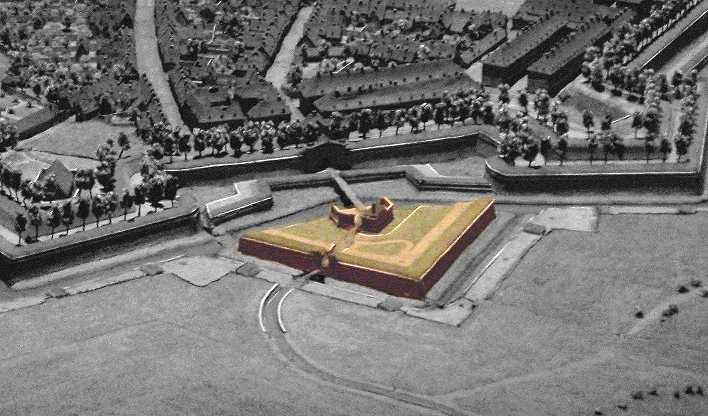
Ravelin med reträttravelin på modell över befästningar i den belgiska staden Menin.
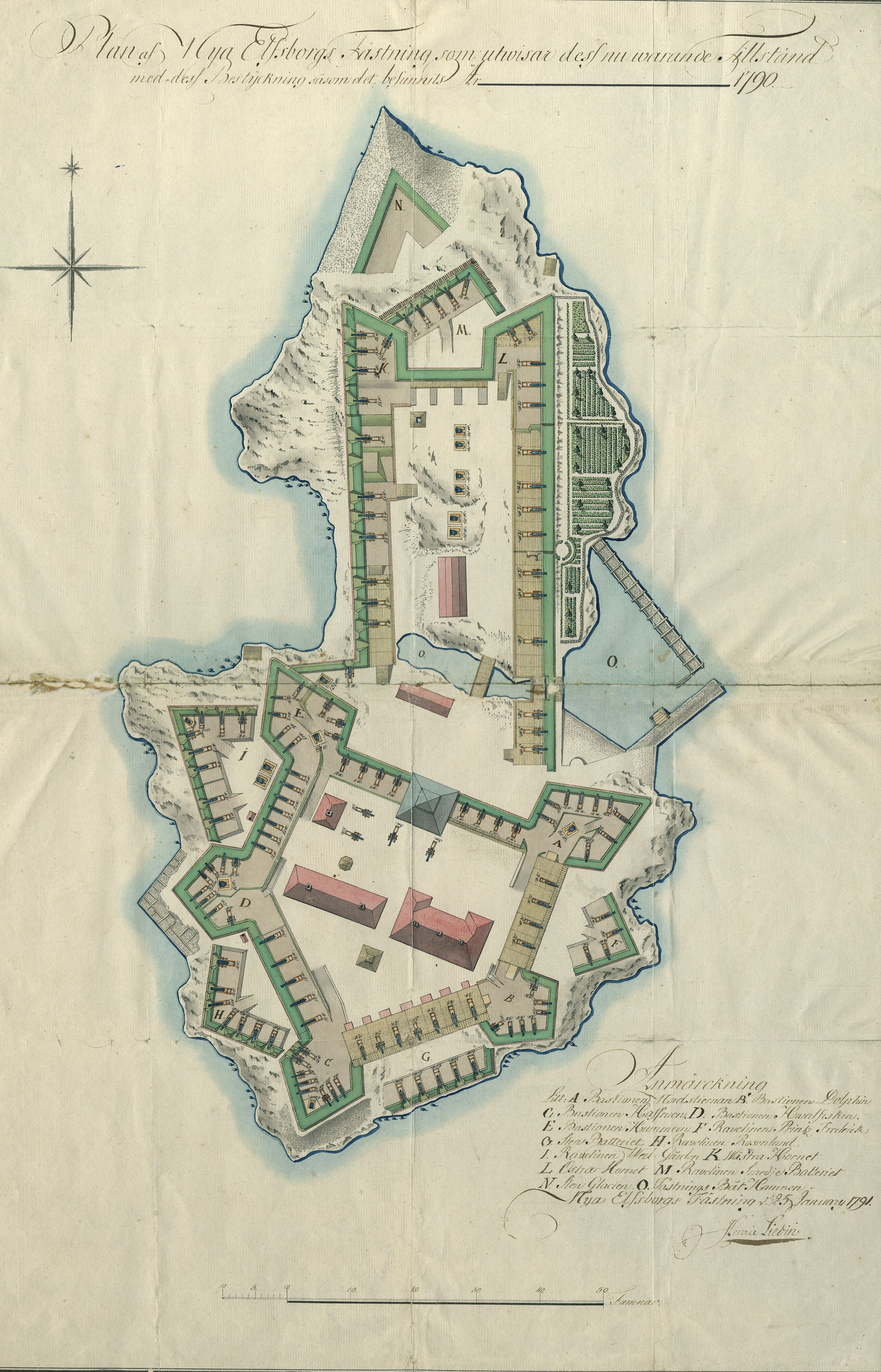
Nya Älvsborg i Göteborgs hamninlopp, där F, G, H, I och M är raveliner.
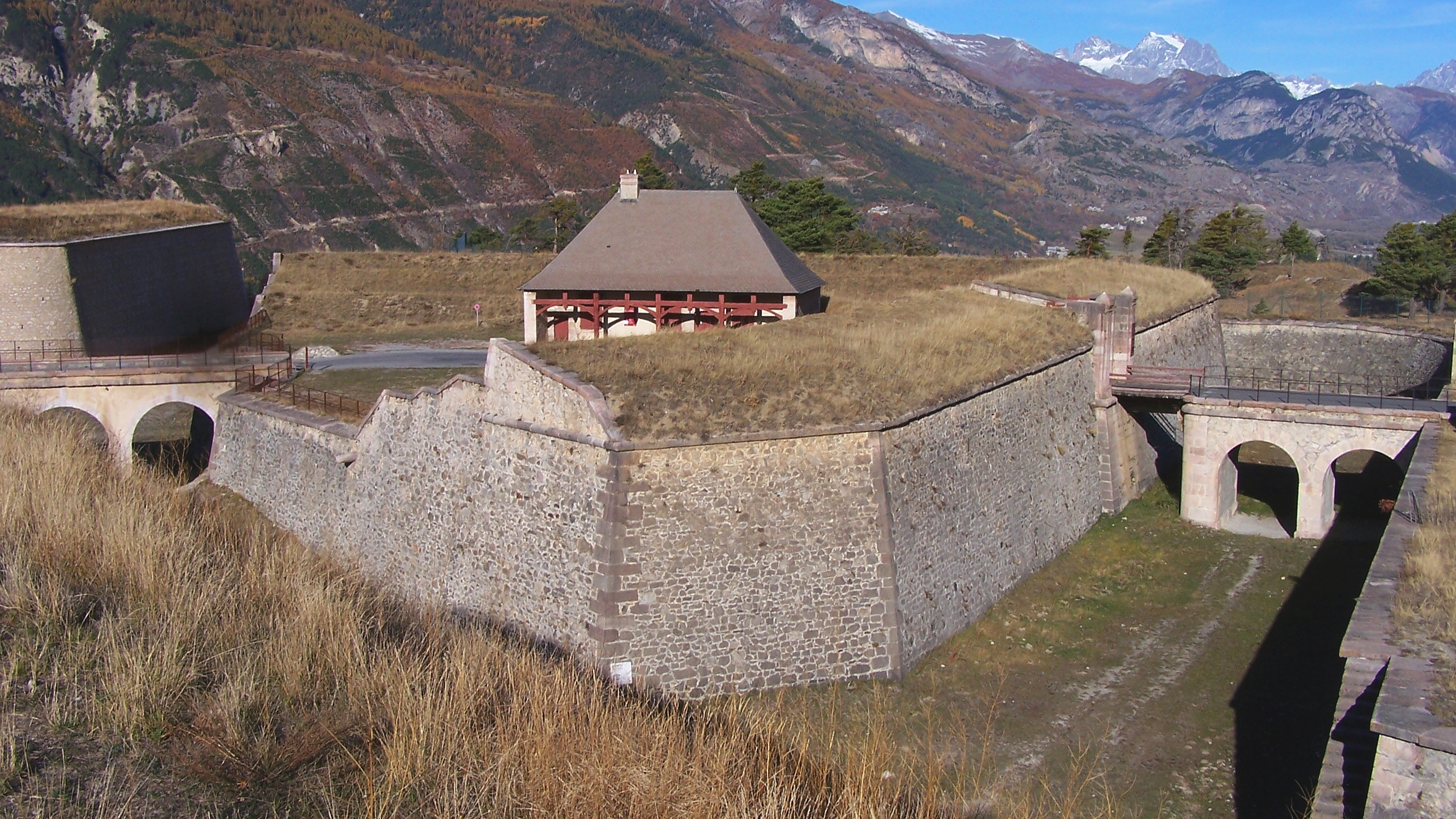
Ravelin vid Fort Mont-Dauphin i franska alperna, skyddar en fästningsport till vänster (utanför bild).